# Apatura agathina
Apatura agathina är en fjärilsart som beskrevs av Charles Oberthür. Apatura agathina ingår i släktet Apatura och familjen praktfjärilar. Inga underarter finns listade i Catalogue of Life.